# Europastraße 806
Die Europastraße 806 (kurz: E 806) ist eine Europastraße in Portugal.

## Verlauf
Die Europastraße 806 beginnt in Zibreira westlich von Torres Novas an der Europastraße 80 (Anschluss 7), verläuft über Abrantes  parallel zum Fluss Tejo mündet bei Gardete in die Europastraße 802, die die Autoestrada A23 (zugleich IP 2) nach Nordosten über Castelo Branco und schließlich nach Norden bis Guarda fortsetzt. Sie wird auf ihrem gesamten Verlauf von der Autoestrada A23 gebildet.